# Parco Andrea Campagna
Il Parco Andrea Campagna (ex Parco Teramo Barona) è un importante luogo d'incontro e punto di aggregazione del quartiere Barona di Milano che dal 21 aprile 2012 è intitolato ad Andrea Campagna, poliziotto e medaglia d'oro al valore civile ucciso in servizio da Cesare Battisti.
Fu costruito negli anni settanta contemporaneamente all'urbanizzazione dell'area, che tuttora presenta una forte connotazione agricola. Gli dava il nome la via Teramo, alla Barona, che porta all'attuale ingresso di via Campari.
In zona sono presenti svariate cascine, tra le quali la Battivacco, la Boffaloretta e la Boffalora, e il parco confina a meridione, separato da una roggia, derivata dal Naviglio Grande e che sfocia nel Lambro meridionale, con quello agricolo Sud Milano e a ovest con un gruppo di orti comunali e il Ronchetto sul Naviglio. Gli strati argillosi a pochissima profondità creavano le condizioni,  per le acque irrigue provenienti dal vicino Naviglio Grande, di formare fertili e ampie marcite.

## Più che raddoppiata l'area
È in corso (2011) l'ampliamento del parco, attrezzandone l'intera area settentrionale fino alla via Parenzo e la sua superficie, più che raddoppiata, salirà fino a 206.956 m2
. I confini, oltre a quello meridionale sul parco Sud, sono via Cesare Chiodi a ovest, via Faenza a nord e via Davide Campari a est per le quali è prevista una nuova viabilità per facilitare l'accesso da ognuna di esse, pur restando il parco senza recinzione.

## Flora e attrezzature

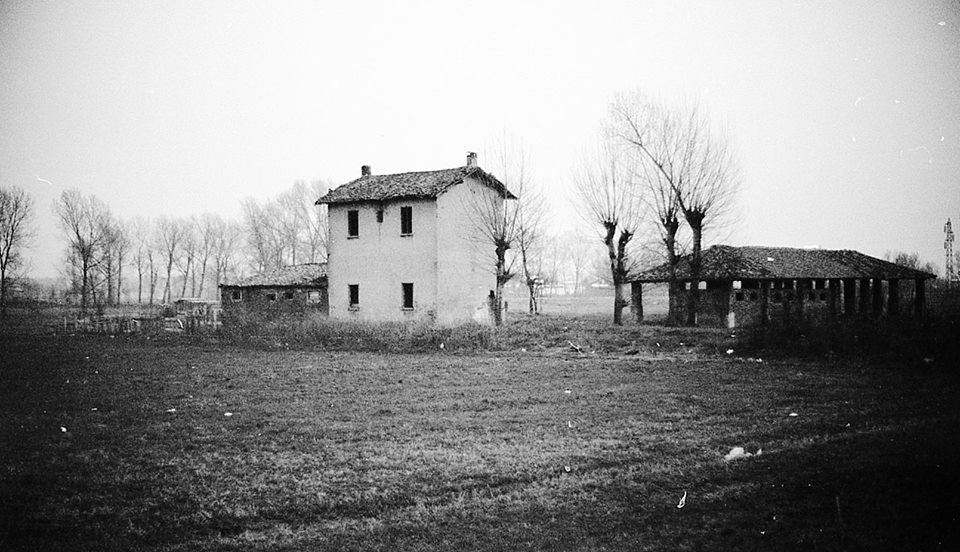
Cascina Boffaloretta alla Barona nel 1972

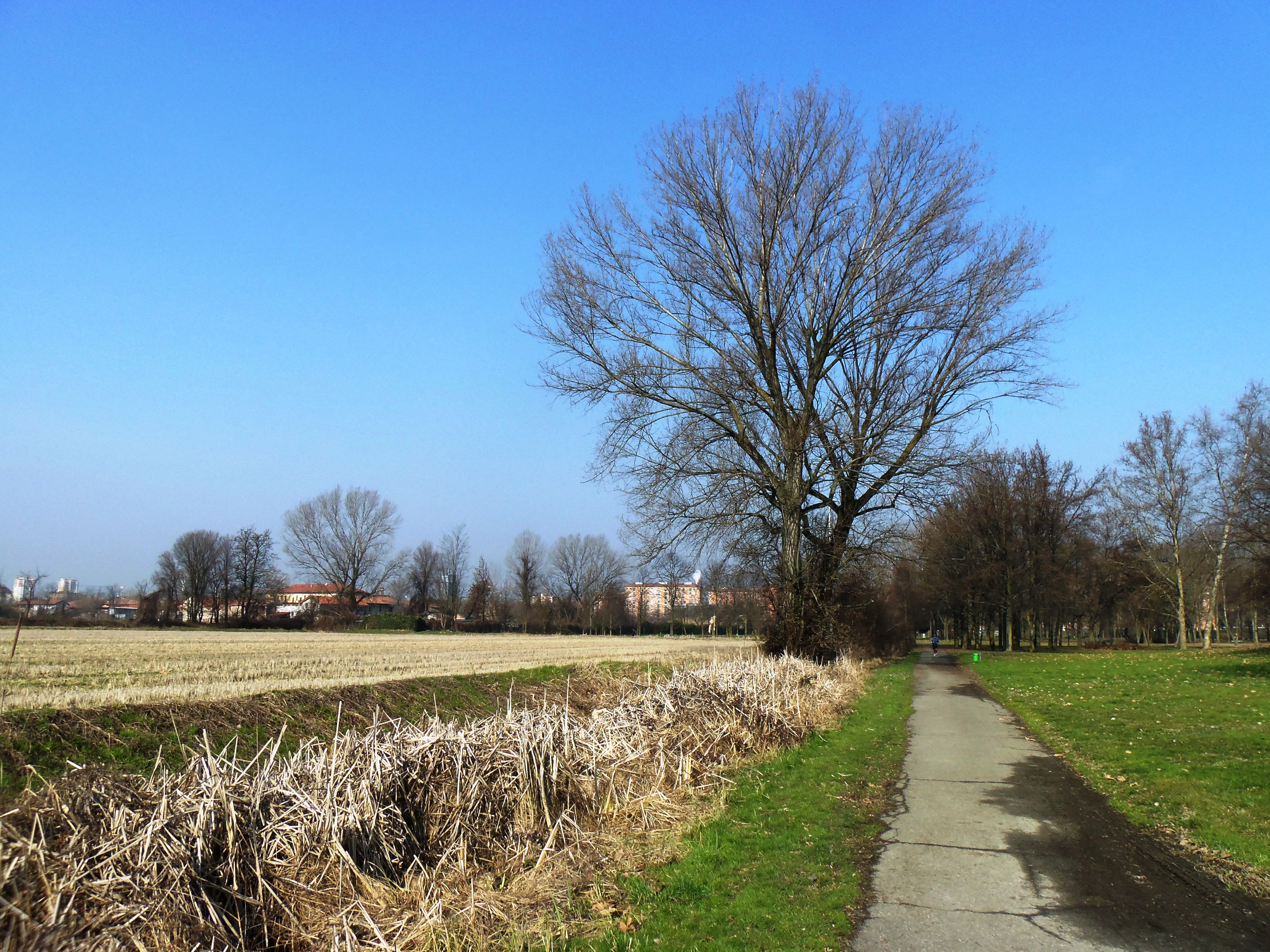
I confini con i coltivi dell Cascina Battivacco

Non sono previsti sostanziali interventi sulle specie arboree che caratterizzano attualmente il parco: Acero, Betulla, Carpino, Frassino, Olmo, Pioppo nero, Platano, Quercia rossa, Robinia, Tiglio, che pur non essendo esclusivamente quelle originarie del territorio rappresentano bene l'odierno paesaggio del basso Milanese, ivi compresa la robinia, la più diffusa delle specie allogene, di origine nordamericana ma presente in Europa da oltre quattro secoli.
Il terreno, assolutamente piatto, apparirà invece mosso da rialzi artificiali con il duplice scopo di favorirne il drenaggio e una divisione a zone per le diverse attività, senza reciproco disturbo. Il generale innalzamento consente il prelievo dalla prima falda d'acqua, non potabile,  per impianti di irrigazione a pioggia; i materiali impiegati in recinzioni e costruzioni saranno coerenti con quelli già in uso, per preservare la continuità della struttura. Le aree gioco saranno quattro, differenziate secondo l'età dei piccoli utenti; due gli spazi recintati per i cani, uno quello attrezzato per picnic.  Per le attività sportive, campo da calcio e da calcetto, tennis corto, basket, pallavolo, bocce, skating e pattinaggio; la contiguità col parco Sud dà l'opportunità di iniziare da qui una grande varietà di itinerari cicloturistici su percorsi all'inizio obbligati.
A tale proposito, due degli accessi (in via Chiodi e via Campari) saranno dotati di centri servizi, con locali destinati a bar, noleggio biciclette e servizi igienici. Al centro del parco, vi sarà uno spazio polivalente, con vasche-fontane, aiuole a verde e arredi per la sosta, collocato su una piattaforma leggermente soprelevata con pavimentazione in pietra naturale.

## Bibliografia

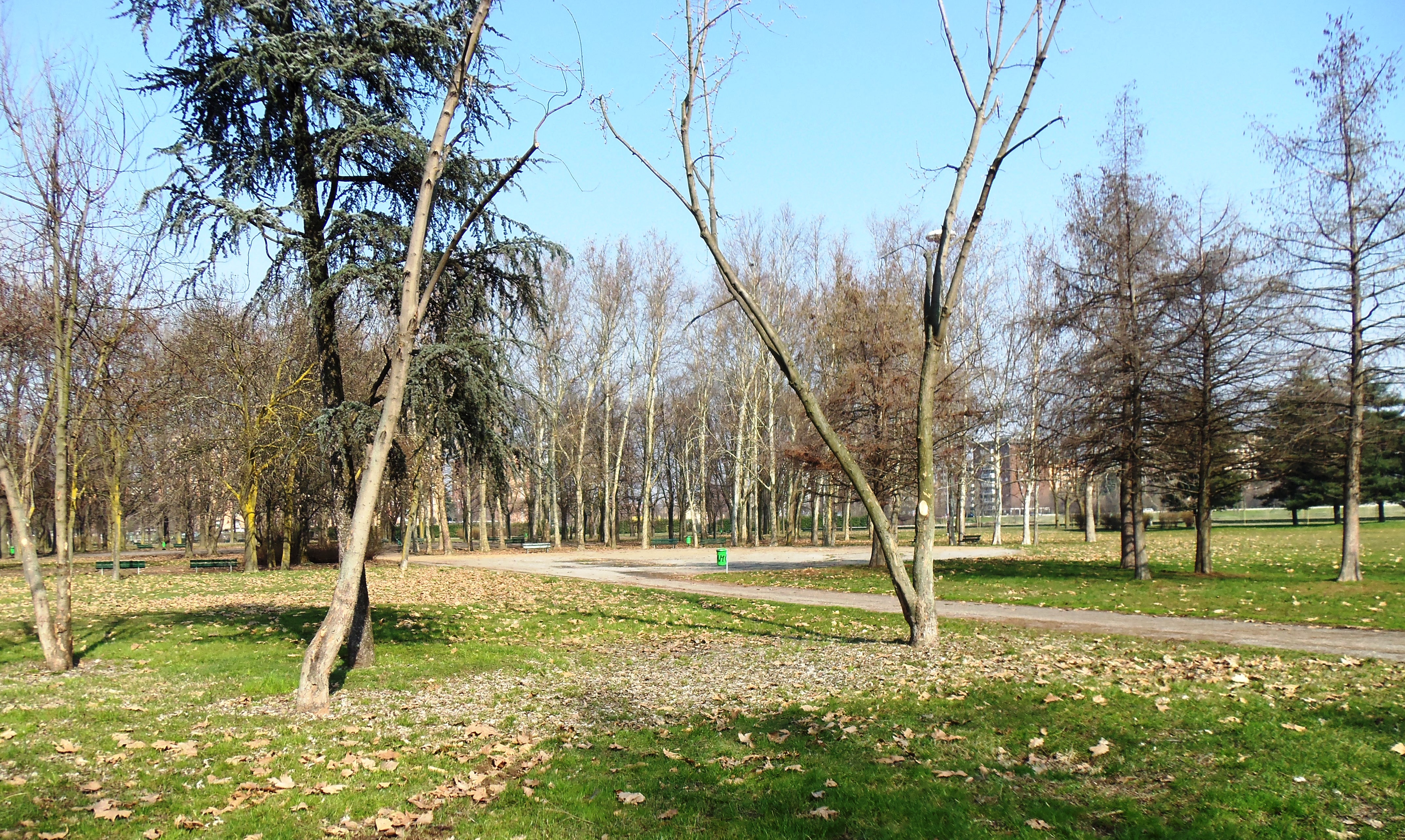
Un altro aspetto del parco